# Diego Jiménez de Enciso
Diego Jiménez de Enciso (Siviglia, 1585 – Siviglia, 1634) è stato un poeta e drammaturgo spagnolo.

## Biografia
Jiménez de Enciso nacque in una famiglia nobile ed ebbe rapporti amichevoli e cordiali con Filippo IV e con il duca di Olivares. Lavorò presso il Sant'Uffizio a Siviglia.
Jiménez de Enciso esordì come poeta, ricevendo apprezzamenti da scrittori come Lope de Vega e Cervantes, che per lui risultarono punti di riferimento letterario.
Si mise in evidenza soprattutto con i drammi storici e allegorici, caratterizzati dall'assenza della conclusione tragica, dall'azione essenziale, dallo stile sobrio, dalla creatività e dallo spessore dei personaggi, dall'autorevolezza delle fonti storiche, dall'intensità dei dialoghi.
La sua opera più importante e conosciuta fu El Principe Don Carlos, nella quale descrisse sia la vita caotica e incoerente di Don Carlos sia la figura moralmente ineccepibile di Filippo II, incarnante la ragion di stato. Per quanto riguarda le opere riguardanti Don Carlos, Jiménez de Enciso divenne un caposcuola, poiché successivamente vari scrittori seguiranno il suo esempio, tra i quali si possono citare Vittorio Alfieri e Friedrich Schiller.
Nel dramma Los Médicis de Florencia ("I Medici di Firenze") l'autore descrisse l'omicidio del duca Alessandro per mano dell'ambizioso Lorenzino de' Medici e l'ascesa del virtuoso Cosimo I de' Medici.
La mayor hazaña de Carlos V ("La più grande impresa di Carlo V") fu incentrata sugli ultimi giorni di vita dell'imperatore e sulla sua morte dignitosa.
La salute di Jiménez de Enciso iniziò a peggiorare nel 1629 e dopo cinque anni lo scrittore morì.

## Opere

### Drammi
- El encubierto;
- El Principe Don Carlos, 1622;
- Los Médicis de Florencia;
- La mayor hazaña de Carlos V;
- El valiente sevillano, Pedro Lobón;
- Quien calla otorga;
- Los celos en el caballo, 1632;
- El casamiento con celos y Rey don Pedro en Aragón;
- Ivan Latino;
- Júpiter vengado, 1632;
- Santa Margarita, 1642.

### Poesie
- Canción a la Primavera;
- Unción al Invierno.